# Kumertau
Kumertau (ru. Кумертау) este un oraș din Republica Bașchiria, Federația Rusă, cu o populație de 65.003 locuitori.